# Galswinthia

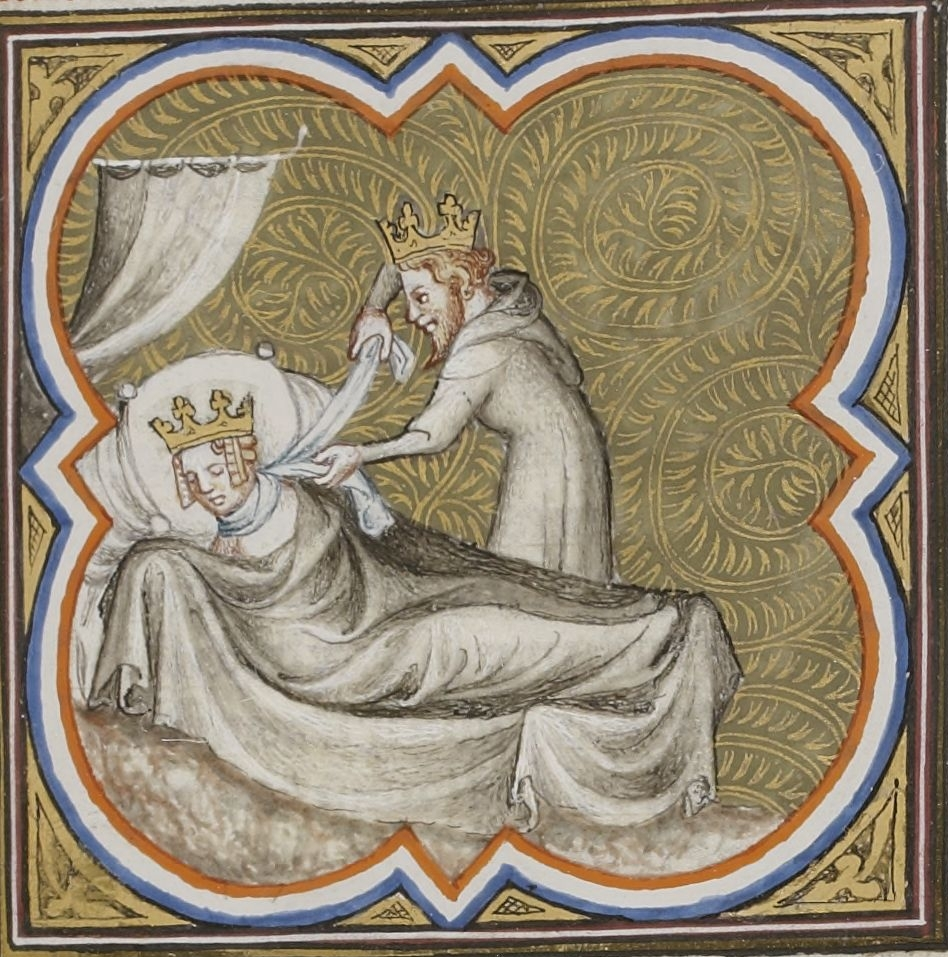
Chilperik I stryper Galswinthia. Illumination ur Grandes Chroniques de France.

Galswinthia eller Galswintha, född 545, död 568, var en merovingisk drottning. Hon var dotter till Athanagild och Gosuinda, visigotisk kung i Spanien, syster till Brunhilda, drottning av Austrasien, och gift med Chilperik I, merovingisk kung av Neustrien.
Galswinthia och Chilperik gifte sig i Rouen 567. Äktenskapet säkrade fred i Chilperiks förläning Akvitanien genom en allians med hennes far, och Galswinthia förde med sig en stor hemgift. År 568 påträffades Galswinthia strypt i sin säng. Mordet tros ha varit anstiftat av Chilperiks slavmätress Fredegund, som gifte sig med honom några dagar efter mordet.
Galswinthias död orsakade en fejd mellan Chilperik, Fredegunda och Brynhild.